# Big Circle Boys
I Big Circle Boys (大圈幫) sono una delle più grandi organizzazioni criminali cinesi.
Fu creata da membri corrotti delle Guardie Rosse che scapparono ad Hong Kong come rifugiati dalla Rivoluzione culturale di Mao Zedong.
"Circle" (in italiano "Cerchio") deriva dalla forma delle prigioni di Canton in Cina.
Fanno affari a livello internazionale. I loro profitti derivano per lo più dal traffico di eroina a livello mondiale.

## Anni '90
Negli anni novanta erano alleati della cosiddetta Sesta Famiglia di Cosa Nostra americana in Canada, e della 'Ndrangheta (le cosche di Siderno) per la gestione del traffico di droga dal Sud America verso il Canada, gli Stati Uniti e l'Europa.
I cinesi importavano l'eroina dall'Asia al Canada, La Sesta Famiglia la portava a New York e parte veniva venduta a Cosa Nostra Siciliana e alla triade Kung Lok.
La cocaina proveniente dal Sud America invece veniva comprata in Florida dalla Sesta Famiglia e rivenduta in Canada ai Big Circle Boys, e altra venduta in Italia ai contatti della Sesta famiglia e alla 'Ndrangheta.

## Canada
Si pensa che i Big Circle Boys siano collegati con la sparatoria di Hong Chao Huang nel distretto di Shaughnessy a Vancouver.

## Cultura di massa
È stata interpretata nel romanzo di Alex Rider Operazione Scheletro.